# Золотая Поляна (Днепропетровская область)
Золотая Поляна (укр. Золота Поляна) — село,
Новопольский сельский совет,
Криворожский район,
Днепропетровская область,
Украина.
Код КОАТУУ — 1221884705. Население по переписи 2001 года составляло 109 человек.

## Географическое положение
Село Золотая Поляна находится в 1,5 км от сёл Надеждовка и Новомайское, в 2,5 км — окраины города Кривой Рог.
Рядом проходят автомобильная дорога Т-0434 и
железная дорога, станция Кривой Рог-Сортировочный в 3,5 км.